# Minimal techno
Minimal Techno ou simplesmente Minimal, é um estilo de música eletrônica, geralmente considerado como o subgênero minimalista derivado do Techno. É caracterizado pela repetição de batidas e sons, ou seja, pelo uso de um mínimo de elementos de composição.
Normalmente associado a sons naturais, como a pulsação, o canto dos pássaros ou quaisquer elementos sonoros repetitivos, tendo por objetivo desnudar tudo aquilo que não é necessário para sua composição. Assim chega-se a um ritmo de baixos BPM's.

## Origens
Este estilo de música surgiu no início dos anos 90, tendo sido desenvolvido por uma "segunda onda" de produtores associados ao Detroit Techno. Segundo Derrick May "enquanto que a primeira onda de artistas estava a desfrutar do início do seu sucesso global, a techno também estava a inspirar muitos DJ's no início das suas carreiras e produtores de quarto em Detroit". Nesta geração mais jovem estavam incluídos produtores tais como: Richie Hawtin, Daniel Bell, Robert Hood, Jeff Mills, Carl Craig, Kenny Larkin, e Mike Banks. O trabalho de vários destes artistas acabaria por se fundir no minimalísmo. 
Segundo Robert Hood, no início da década dos anos 90, a música techno tinha-se aproximado demasiado da "rave", afastando-se do Techno com infusões de Soul, o qual tinha marcado o som de Detroit original. Assim existia uma necessidade de regresso às origens, surgindo então o Minimal Techno. Este era constituído por sons crus e simples, com apenas o que era essencial para fazer as pessoas mexerem, e com um grande foco no ritmo e na repetição. Esse estilo é mínimo, por isso o nome Minimal Techno.